# Eunice Beckmann
Eunice Beckmann (Wuppertal, 8 febbraio 1992) è una calciatrice tedesca, attaccante del Viktoria Berlino.

## Biografia
Eunice Beckmann nasce l'8 febbraio 1992 a Wuppertal, città extracircondariale tedesca situata nel Land della Renania Settentrionale-Vestfalia, da genitori ghanesi.

## Carriera

### Club
Beckmann si appassiona al calcio fin dalla giovane età e decide di tesserarsi con il Wuppertaler, squadra della città natale, dove gioca nelle formazioni giovanili.
All'età di 16 anni sottoscrive un contratto con l'2001 Duisburg, squadra con cui al primo anno disputa il campionato di 2. Frauen-Bundesliga, il secondo livello della struttura del campionato tedesco femminile di calcio, per passare la stagione successiva in prima squadra facendo il debutto in Frauen-Bundesliga durante la stagione 2009-2010.
Durante il calciomercato estivo 2010 si trasferisce al Bayer Leverkusen neopromosso in Bundesliga, alla ricerca di rafforzare il proprio reparto offensivo in previsione della difficile stagione. Con la nuova squadra rimane le tre stagioni successive, ottenendo rispettivamente l'ottavo, l'undicesimo posto e nuovamente l'ottavo in Frauen-Bundesliga, e non superando mai il secondo turno in Coppa.
Durante il calciomercato estivo 2013 decide di affrontare il suo primo campionato estero, formalizzando il suo trasferimento al Linköping per giocare in Damallsvenskan, primo livello del campionato svedese, la seconda parte della stagione, consolidando il reparto offensivo e ottenendo al termine del campionato il terzo posto in classifica. Beckmann scende in campo in nove occasioni non riuscendo a mettere a segno alcuna rete.
Durante il calciomercato invernale 2013-14 decide il rientro in patria, sottoscrivendo un contratto con il Bayern Monaco con il quale fa il suo debutto il 23 febbraio 2014, nell'incontro perso per 2-1 con le avversarie del Turbine Potsdam. Beckmann condivide con le compagne il suo più titolato periodo della carriera, conquistando tue titoli di campione di Germania al termine delle stagioni 2014-2015, 2015-2016, e collezionando 44 presenze complessive, 38 in campionato più 6 in Coppa, e rispettivamente 10 e 2 reti prima della scadenza del contratto.
Nell'estate 2016 decide di trasferirsi nuovamente all'estero, sottoscrivendo un contratto annuale con il Boston Breakers, squadra iscritta alla stagione entrante di National Women's Soccer League (NWSL). La stagione si rivela complicata, con la squadra incapace di risalire dalle ultime posizioni in classifica, classificandosi al decimo e ultimo posto della Regular Season. Beckmann scende in campo in 11 occasioni non riuscendo a siglare alcuna rete.
Esauriti gli impegni contrattuali con la squadra statunitense, Beckmann decide di tornare in Europa sottoscrivendo durante il calciomercato invernale un contratto con il Basilea per giocare in Lega Nazionale A, primo livello del campionato svizzero, dalla seconda parte della stagione 2016-2017.

### Nazionale
Beckmann inizia ad essere convocata dalla Federcalcio tedesca (DFB) dal 2007, inizialmente nella formazione Under-15 con cui debutta a Holzwickede il 13 agosto, durante il Vier-Nationen-Turniers (Torneo delle quattro nazioni), nell'incontro dove la Germania batte le pari età della Danimarca per 3-0.
Sempre nel 2007 viene chiamata nella formazione Under-16 impegnata nella doppia amichevole contro la selezione francese, 7-0 e 1-1 il 30 ottobre e il 1º novembre, segnando la sua prima rete internazionale nel secondo incontro, quella che apre le marcature al 5'.
Nel 2010 viene convocata dalla selezionatrice Maren Meinert nella formazione Under-19 impegnata nel Torneo di La Manga, facendo il suo debutto nell'incontro del 1º marzo vinto 1-0 con i Paesi Bassi, in preparazione alla seconda fase di qualificazione al campionato europeo di Macedonia 2010, rilevando al 66' Hasret Kayikçi. La prestazione convince Meinert a inserirla in rosa per la fase finale, condividendo il percorso della Germania che la vedrà giungere alle semifinali per poi venire eliminata dal torneo dalla Francia che si laureerà campione d'Europa per la seconda volta, sconfitta solo dopo i tiri di rigore il 2 giugno al Milano Arena di Kumanovo.
Meinert continua a concederle fiducia, inserendola nuovamente in rosa per la successiva qualificazione all'Europeo di Italia 2011, condividendo il percorso con le compagne di squadra che le vedranno accedere alla fase finale e conquistare il suo sesto titolo di categoria l'11 giugno allo Stadio Romeo Galli di Imola, superando nettamente le avversarie della Norvegia con il rotondo risultato di 8-1.
Meinert la convoca anche nella formazione under 20 con la quale Beckmann gioca tre incontri, tutti amichevoli, tra l'ottobre 2011 e il febbraio 2012.

## Palmarès

### Club
- Campionato tedesco: 2

Bayern Monaco: 2014-2015, 2015-2016
- Campionato tedesco di seconda divisione: 1

Colonia: 2020-2021 (girone Süd)

### Nazionale
- Campionato d'Europa under 19: 1

2011